# Engeldeo av Bayern
Engeldeo av Bayern, död 895, var regerande hertig av Bayern från 890 till 895. 